# شاه‌گیش آلماکو
شاه‌گیش آلماکو (نام علمی: Seriola rivoliana) نام یک گونه از سرده عنبرماهی‌ها است.